# Бранка Гавриловић
Бранка Гавриловић (Живковци, 4. фебруар 1937) је српска архитекткиња.

## Биографија
Студирала је на Архитектонском факултету у Београду где је дипломирала 1962. године. Међународни курс за планирање и грађевинарство завршила је у Ротердаму 1969. Радила је у Центру за становање и развој. Била је активна на јавним конкурсима за пројектовање стамбених насеља у Београду. 

## Каријера
Учествовала је у разним студијама о становању док је радила у Центру за становање Института ИМС које су са студијама других колега довеле до публикације "Услови и технички нормативи за пројектованје стамбених зграда и станова". Публикација је донела низ правила и прописа о условима које стамбени простор треба да задовољи, посебно о минимуму услова. 

### Архитектонска остварења
- Комерцијални објекат и Трафостаница у Блоку 2 у Новом Саду, 1972.
- Руководилац пројекта за израду регулативе и пројектованје стамбених објеката усмерене стамбене изградње, 1983-1984.

### Дела
1. Анализа дводимензионалних параметара фасадних повшина код стамбених објеката- 1973.
2. Услови и технички нормативи за пројектованје стамбених зграда и станова, 1984.
3. Методолошки проблеми израде пројектанстке регулативе, 1986
4. Подови у стамбеним и јавним зградама 1994.